# Aproximare liniară

Tangenta în (a, f(a))

În matematică o aproximare liniară este o aproximare a unei funcții generale folosind o funcție liniară (mai exact, o funcție afină⁠(d)). Procedeul este utilizat pe scară largă în metoda diferențelor finite⁠(d) pentru a produce metode de ordinul întâi pentru rezolvarea sau aproximarea soluțiilor ecuațiilor.

## Definiție
Fiind dată o funcție reală de variabilă reală diferențiabilă continuu de două ori, {\displaystyle f,} teorema lui Taylor⁠(d) pentru cazul {\displaystyle n=1} afirmă că
{\displaystyle f(x)=f(a)+f^{\prime }(a)(x-a)+R_{2}}
unde {\displaystyle R_{2}} este restul. Aproximația liniară se obține prin eliminarea restului:
{\displaystyle f(x)\approx f(a)+f^{\prime }(a)(x-a).}
Aceasta este o aproximare bună atunci când {\displaystyle x} este suficient de aproape de {\displaystyle a} deoarece o curbă, atunci când este observată local, va începe să semene cu o dreaptă. Prin urmare, expresia din partea dreaptă este doar ecuația tangentei la graficul lui {\displaystyle f} în {\displaystyle (a,f(a)).} În acest caz aproximările liniare sunt îmbunătățite în continuare atunci când derivata de ordinul al doilea, {\displaystyle f^{\prime \prime }(a)}, este suficient de mică (aproape de zero) (adică, la sau lângă un punct de inflexiune).
Dacă {\displaystyle f} este concavă în intervalul dintre {\displaystyle x} și {\displaystyle a}, aproximarea va fi o supraestimare (deoarece derivata este în scădere în acel interval). Dacă {\displaystyle f} este convexă, aproximarea va fi o subestimare.
Aproximările liniare pentru funcțiile vectoriale de variabilă vectorială se obțin în același mod, cu derivata într-un punct înlocuită cu matricea jacobiană⁠(d). De exemplu, pentru o funcție reală diferențiabilă {\displaystyle f(x,y)} se poate aproxima {\displaystyle f(x,y)} în {\displaystyle (x,y)} aproape de {\displaystyle (a,b)} prin formula
{\displaystyle f\left(x,y\right)\approx f\left(a,b\right)+{\frac {\partial f}{\partial x}}\left(a,b\right)\left(x-a\right)+{\frac {\partial f}{\partial y}}\left(a,b\right)\left(y-b\right).}
Partea din dreapta este ecuația planului tangent la graficul lui {\displaystyle z=f(x,y)} în {\displaystyle (a,b).}
În cazul general al spațiilor Banach există
{\displaystyle f(x)\approx f(a)+Df(a)(x-a)}
unde {\displaystyle Df(a)} este dearivata Fréchet⁠(d) a lui {\displaystyle f} în {\displaystyle a.}

## Aplicații

### Optică
Optica gaussiană este o tehnică în optica geometrică care descrie comportarea razelor de lumina în sisteme optice prin utilizarea aproximației paraxiale, în care numai razele care fac unghiuri mici cu axa optică a sistemului sunt luate în considerare. În această aproximare, funcțiile trigonometrice pot fi exprimate prin funcții liniare ale unghiurilor. Optica gaussiană se aplică sistemelor în care toate suprafețele optice sunt fie plane, fie sunt porțiuni ale unei sfere. În acest caz, pentru parametrii unui sistem optic pot fi date formule simple explicite, cum ar fi pentru distanța focală, mărire și luminozitate, în funcție de formele geometrice și proprietățile materialelor elementelor constitutive.

### Perioada unei oscilații
Perioada oscilației unui pendul gravitațional simplu depinde de lungimea sa, de accelerația gravitațională locală și, într-o mică măsură, de unghiul maxim la care pendulul se îndepărtează de verticală, θ0, numit amplitudine. Este independentă de masa pendulului. Perioada exactă T a unui pendul simplu (timpul necesar pentru un ciclu complet al unui pendul gravitațional simplu ideal), poate fi scrisă în mai multe forme, un exemplu fiind seria infinită:
{\displaystyle T=2\pi {\sqrt {L \over g}}\left(1+{\frac {1}{16}}\theta _{0}^{2}+{\frac {11}{3072}}\theta _{0}^{4}+\cdots \right)}
unde L este lungimea pendulului iar g este accelerația gravitațională locală.
Totuși, dacă se ia aproximarea liniară (adică dacă amplitudinea este limitată la oscilații mici, o oscilație „mică” fiind una în care unghiul θ este suficient de mic încât sin(θ) poate fi aproximat prin θ când θ se măsoară în radiani) perioada este:
{\displaystyle T\approx 2\pi {\sqrt {\frac {L}{g}}}\qquad \qquad \theta _{0}\ll 1}
În aproximarea liniară, perioada este aproximativ aceeași pentru amplitudini mici, adică „perioada este independentă de amplitudine”. Această proprietate, numită izocronism, este motivul pentru care pendulele sunt atât de utile pentru cronometrare. În acest caz, oscilații succesive ale pendulului durează același timp, chiar dacă amplitudinea se schimbă.

### Rezistivitatea electrică
Rezistivitatea electrică a majorității materialelor se modifică odată cu temperatura. Dacă temperatura T nu variază prea mult, de obicei se utilizează o aproximare liniară:
{\displaystyle \rho (T)=\rho _{0}[1+\alpha (T-T_{0})]}
unde {\displaystyle \alpha } se numește „coeficient de temperatură al rezistivității electrice”, {\displaystyle T_{0}} este o temperatură fixă de referință (de obicei, temperatura camerei) și {\displaystyle \rho _{0}} este rezistivitatea la temperatura {\displaystyle T_{0}}. Parametrul {\displaystyle \alpha } este un parametru empiric ajustat din datele de măsurare. Deoarece aproximarea liniară este doar o aproximare, {\displaystyle \alpha } este diferită pentru diferite temperaturi de referință. Din acest motiv, se obișnuiește să se specifice temperatura la care a fost măsurat {\displaystyle \alpha } cu un sufix, cum ar fi {\displaystyle \alpha _{15}}, iar relația este valabilă doar într-un interval a temperaturilor din jurul temperaturii de referință. Când temperatura variază într-un interval mare de temperatură, aproximarea liniară este inadecvată și ar trebui utilizată o o relație mai detaliată.